# Бгел пурі
Бгелпурі (bhel puri) — несолодка закуска, яка виготовляється з роздутого рису, овочів та пікантного соусу тамаринд .Вона походить з Індії, і є видом чаа.

## Історія

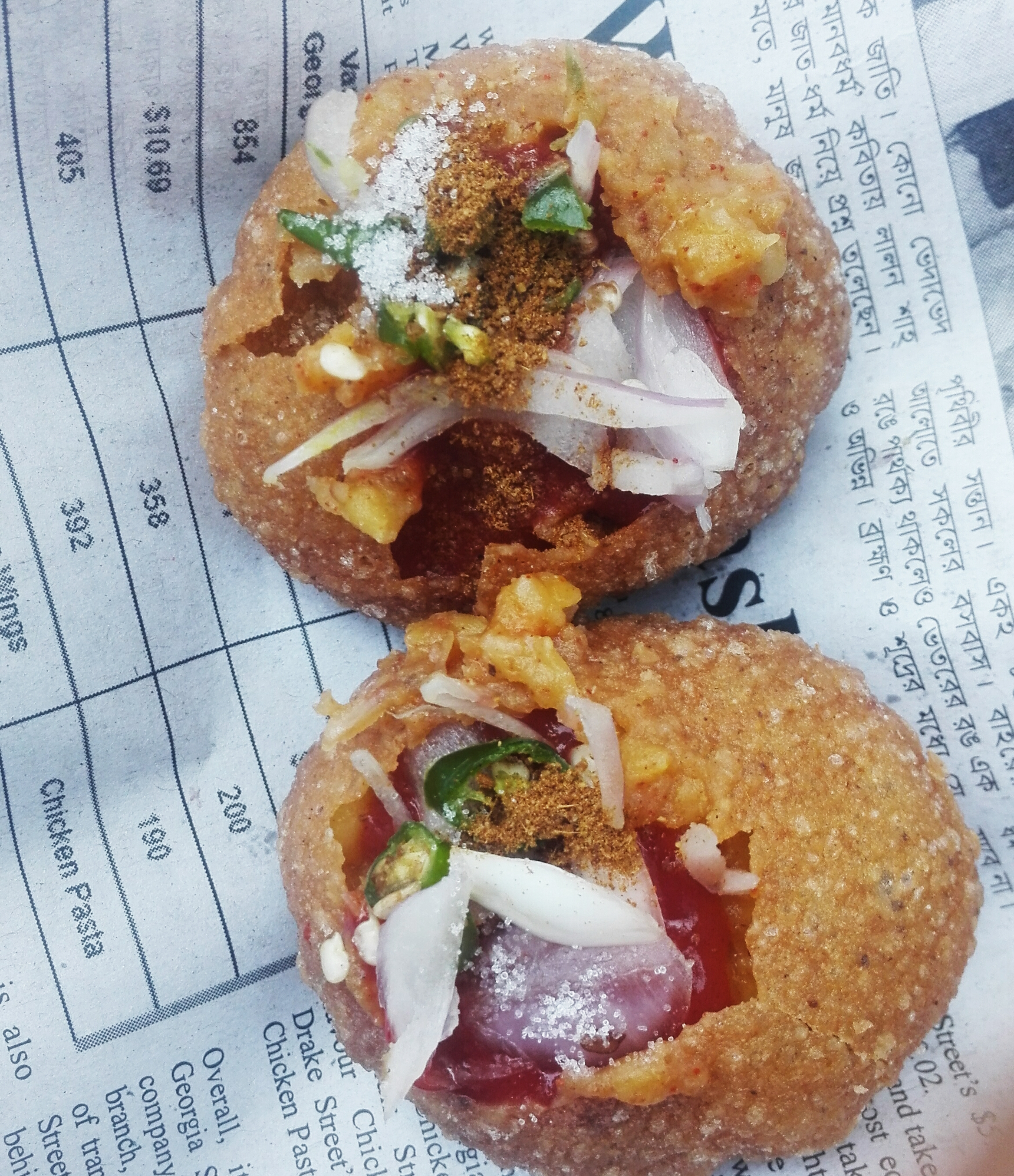
Бгелпурі бангладешського типу подається в бенгальській газеті.

Історію бгелпурі часто ототожнюють з пляжами Мумбаї та робітниками-мігрантами з Уттар-Прадеша, які жили Мумбаї. Однією з версій його походження є та, що він був винайдений у ресторані під назвою Віталь поблизу вокзалу Чгатрапаті-Шиваджі. Згідно з іншою — бгелпурі зробив міський гуджараті, який додав складні смаки до простого північноіндійського чаа. Надалі гуджаратські домогосподарки придумали кілька різновидів, як pakodi пури.

## Інгредієнти

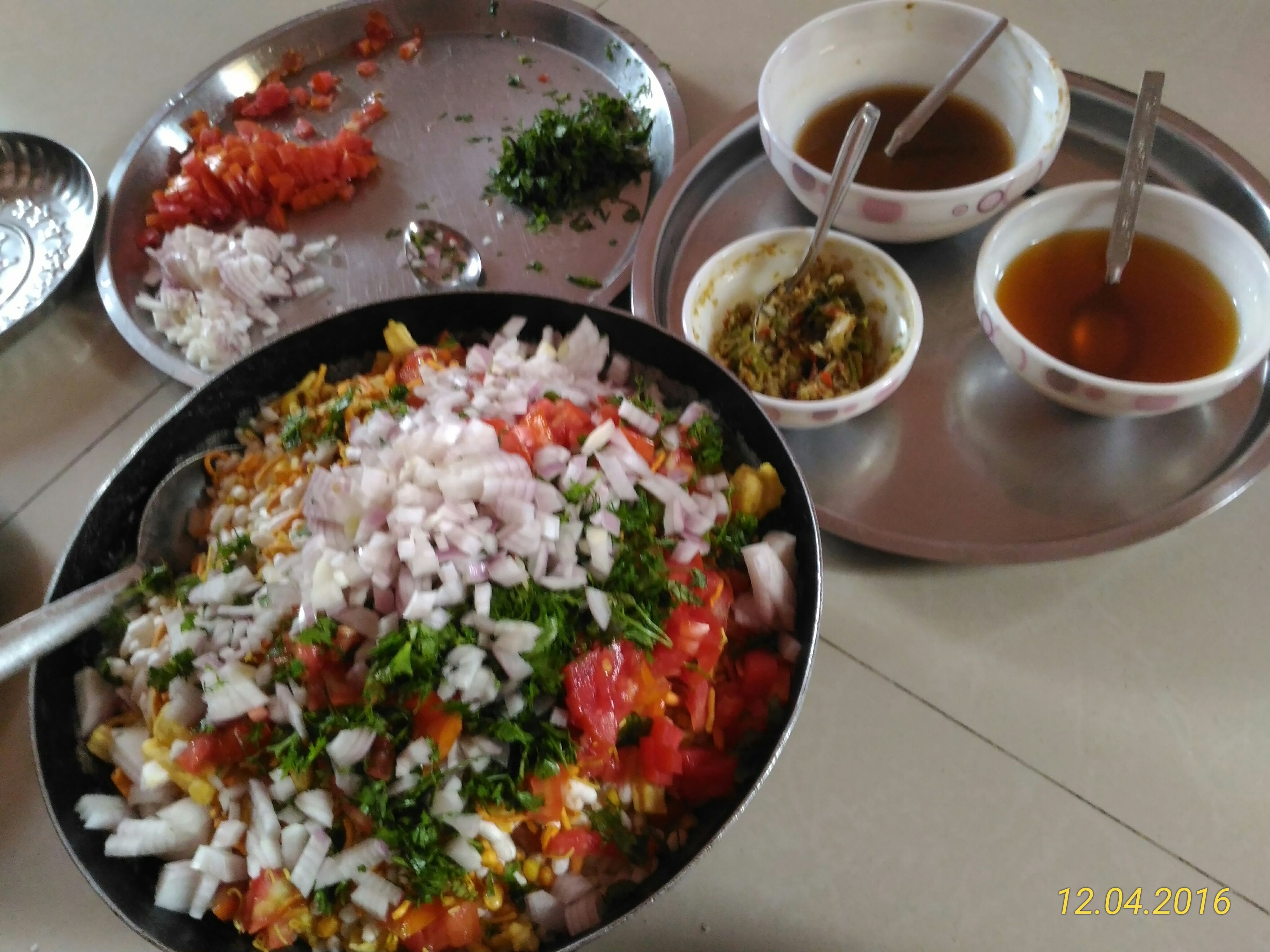
Домашнє бгелпурі

Для приготування бгелпурі потрібен роздутий рис сев, картопля, цибуля, чат-масала, чатні та сумішшю інших смажених закусок. Bhelpuri має цілий спектр солодких, солоних, терпких та пряних смаків з різними фактурами, включаючи хрусткі. Інші часто використовувані інгредієнти включають помідори та чиліс, додані в основу. У північній Індії рецепти також включають варену картоплю, нарізану дрібними шматочками.
Для надання бгелпурі солодкого, гострого, або пікантного смаку використовуються два популярні чатні: темно-коричневий солодкий, виготовлений переважно з фініків і тамаринду та зелений пряний чатні, виготовлений з листя м'яти, зеленого чилі та коріандру,

### Варіації

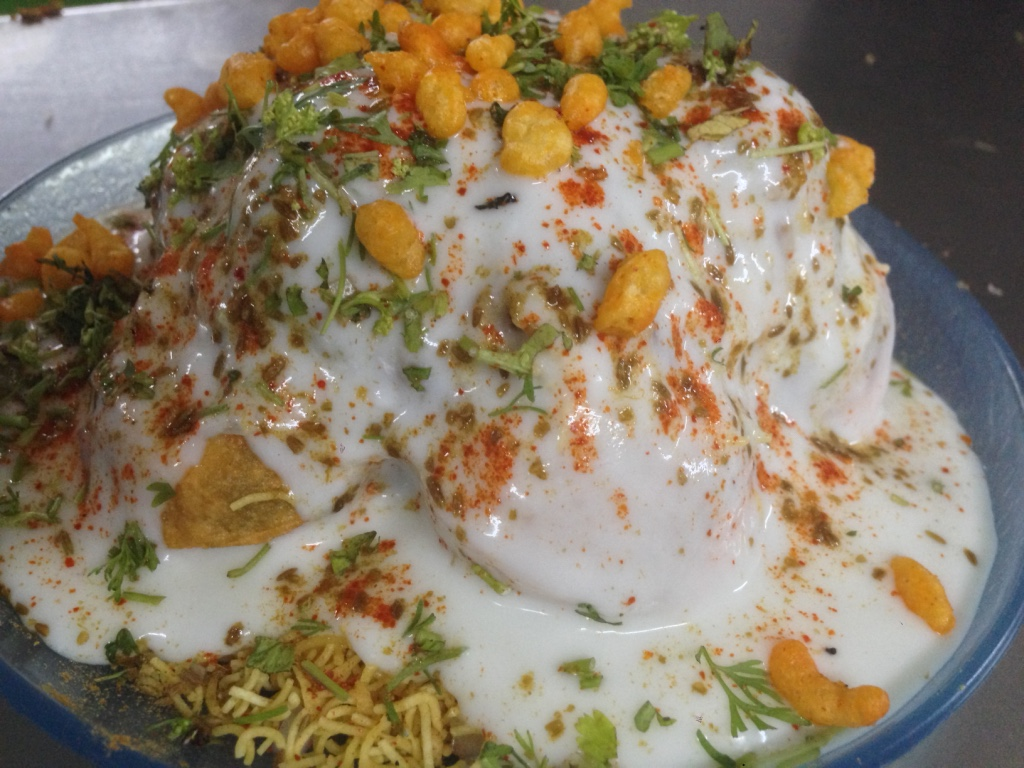
Бгелпурі з дахі зверху

Бгелпурі прикрашають комбінацією шматочків чи кубиків сирого солодкого манго, нарізаних кубиками цибулі, подрібненого зеленого чилі та листя коріандру. Іноді його подають з папрі-пурі та смаженим у фритюрі маленьким круглим і хрустким пшеничним хлібом.
Інші варіанти бгелпурі:
- Bhel sevpuri — суміш бгелпурі, чатні, папді та sev.
- Dahi bhel pure — суміш бгелпурі, чатні, папді та дахі (йогурту).
- Sev papdi chaat — схоже на sevpuri, але з різними видами чатні, картоплі та чата-масали .
- Чурмурі — дрібно нарізані шматочки помідорів, цибулі, листя коріандру, порошку чилі та кілька крапель кокосової олії. Іноді можуть додаватися смажені арахіси.

## Сервірування
Бгел-пурі можна подавати різними способами, але зазвичай він подається у папері, складеному у формі конуса, і споживається за допомогою паперової ложки або папді, який сам є їстівним компонентом.